# Кери (Илиноис)
Кери (енгл. Cary) град је у америчкој савезној држави Илиноис.

## Демографија
По попису из 2010. године број становника је 18.271, што је 2.74 (17,6%) становника више него 2000. године.
| Група             | 2000.          | 2010.          |
| Белци             | 14.311 (92,1%) | 15.801 (86,5%) |
| Афроамериканци    | 61 (0,4%)      | 120 (0,7%)     |
| Азијати           | 210 (1,4%)     | 445 (2,4%)     |
| Хиспаноамериканци | 843 (5,4%)     | 1.626 (8,9%)   |
| Укупно            | 15.531         | 18.271         |